# Лигата на справедливостта: Режисьорската версия на Зак Снайдър
„Лигата на справедливостта: Режисьорската версия на Зак Снайдър“ (на английски: Zack Snyder's Justice League) е режисьорската версия на американския супергеройски филм „Лигата на справедливостта“ от 2017 година, създаден от Зак Снайдър.
Базиран е на персонажите на Ди Си Комикс. Представя „Лигата на справедливостта“ – петия филм в „Разширената вселена на Ди Си“ и продължението „Батман срещу Супермен: Зората на справедливостта“ (2016) – тъй като Зак Снайдър оставя проекта заради семейни причини и филмът се довършва от Джос Уидън, който променя значителна част от сценария и не използва някои вече заснети сцени от Зак Снайдър. След като крайният продукт не се приема добре от критиците и публиката, феновете и някои актьори започва кампанията за пускане на режисьорската версия на Снайдър, която е значителна по дълга от театралната версия. През май 2020 г. Ди Си и Зак Снайдър обявяват, че ще пуснат режисьорската версия на филма, по известна като „Лигата на справедливостта: Режисьорската версия на Зак Снайдър“ по HBO Max.
Това е 10-ият филм в „Разширената вселена на Ди Си“. Филмът излиза на 18 март 2021 г. в САЩ по HBO Max.

## Актьорски състав
| Актьор              | Роля                                                     |
| ------------------- | -------------------------------------------------------- |
| Бен Афлек           | Брус Уейн / Батман                                       |
| Хенри Кавил         | Кал-Ел / Кларк Кент / Супермен                           |
| Гал Гадот           | Диана Принс / Жената чудо                                |
| Езра Милър          | Бари Алън / Светкавицата                                 |
| Джейсън Момоа       | Артър Къри / Аквамен                                     |
| Рей Фишър           | Виктор Стоун / Киборг                                    |
| Киърън Хайндс       | Степънулф                                                |
| Джеръми Айрънс      | Алфред Пениуърт                                          |
| Ейми Адамс          | Лоис Лейн                                                |
| Даян Лейн           | Марта Кент                                               |
| Кони Нилсен         | Кралица Хиполита                                         |
| Джо Мортън          | Д-р Сайлъс Стоун                                         |
| Джей Кей Симънс     | Комисар Джеймс Гордън                                    |
| Амбър Хърд          | Мера                                                     |
| Уилям Дефо          | Нуидис Вулко                                             |
| Киърси Клемънс      | Айрис Уест                                               |
| Били Крудуп         | Хенри Алън                                               |
| Женк Кай            | Райън Чой                                                |
| Хари Леникс         | Генерал Калвин Суануик / Ж'он Ж'оунз / Марсианския ловец |
| Рей Портър          | Уксас / Дарксайд                                         |
| Питър Гинес         | ДеСаад                                                   |
| Робин Райт          | Генерал Антиопа                                          |
| Дейвид Тюлис        | Арес                                                     |
| Сергей Констанс     | Зевс                                                     |
| Джулиан Люис Джоунс | Крал Атлан                                               |
| Франсис Макгий      | Крал Артур Пендрагон                                     |
| Ръсел Кроу          | Джор-Ел (глас)                                           |
| Карла Гуджино       | Келор (глас)                                             |
| компютърни ефекти   | Килоуог                                                  |
| Джеси Айзенбърг     | Лекс Лутор                                               |
| Джо Манганело       | Слейд Уилсън / Детстроук                                 |
| Джаред Лето         | Жокера                                                   |